# Giuditta Lualdi
Giuditta Lualdi (Busto Arsizio, 13 settembre 1995) è un'ex pallavolista italiana, di ruolo centrale.

## Carriera
La carriera di Giuditta Lualdi inizia nel 2011 con il Castellanza, in Serie D, mentre nella stagione 2012-13 passa alla Junior Casale di Casale Monferrato, in Serie B2: con lo stesso club resta anche nell'annata successiva giocando però in Serie B1.
Nella stagione 2014-15 viene ingaggiata dal Neruda di Bronzolo, in Serie A2, con cui si aggiudica la Coppa Italia di Serie A2, per poi vestire la maglia del Flero, in Serie A1, nell'annata 2015-16, dove resta per due campionati.
Nella stagione 2017-18 difende i colori del Chieri '76, in serie cadetta, categoria in cui milita anche nell'annata successiva, quando si accasa all'Adolfo Consolini di San Giovanni in Marignano dove rimane per due stagioni. Per il campionato 2020-21 firma per la Futura Giovani, sempre in Serie A2, dove si disimpegna anche nel ruolo di opposto.
Dopo un biennio nel club bustocco, per la stagione 2022-23 fa ritorno nel massimo campionato, passando alla UYBA: al termine dell'annata 2024-25 annuncia il suo ritiro dall'attività agonistica.

## Palmarès

### Club
- Coppa Italia di Serie A2: 1

2014-15